# Alexander Flessburg (Schauspieler)
Alexander Flessburg (vielmehr Alex Georg Ignaz Flessburg, * 19. Januar 1883 in Königsberg; † 3. Januar 1942 in Berlin) war ein deutscher Schauspieler, Opernsänger (Tenor/Bariton) und Textdichter.

## Leben
Seine Eltern waren der Mauermeister Georg Flessburg und Elisabeth Flessburg, geb. Zdziemborsky. 
Erst nachdem er einige Jahre berufsmäßig zur See gefahren war, ging Alexander Flessburg zur Bühne. Er ließ sich zum Sänger (ab Herbst 1908 bei Nicolaus Rothmühl am Stern’schen Konservatorium) und Schauspieler ausbilden. Als Opernsänger trat er zunächst als Tenor, später als Bariton auf.
Flessburg war von 1908 bis 1910 beim „Original-Parodie-Theater“ in Berlin engagiert, dann als Opernsänger von 1910 bis 1913 am Stadttheater Plauen. 1913 begann ein Engagement an der Schauburg in Hannover. Während seiner Teilnahme am Ersten Weltkrieg trat er 1917 an der „Großen Schauburg“ im besetzten Gent auf. Ab 1919 trat Flessburg am Metropol-Theater auf, sein letztes festes Engagement hatte er von 1925 bis 1928 bei den Meinhard-Bernauer'schen Bühnen. Ab 1925 wurde er durch Auftritte im Rundfunk berühmt. Auch erschienen zahlreiche Schellackplatten, auf denen Flessburg populäre Gesangsstücke zum Besten gab. Vor allem mit Berliner Liedern und Seemannsweisen hatte er großen Erfolg. Gelegentlich trat Flessburg auch mit seiner Frau, der Sopranistin Frida Weber-Flessburg, auf. Eine Reihe von Liedern entstammen seiner Arbeit als Textdichter und Übersetzer von Gesangstexten aus dem Englischen. Für die Filme Phantome des Glücks (1929) und Weiberregiment (1936) schrieb er ebenfalls Liedtexte.
Alexander Flessburg arbeitete auch nach der Machtergreifung durch die Nationalsozialisten im Deutschen Reich, vermied es aber, sich dem NS-Regime anzudienen. In einer Akte des Reichssicherheitshauptamtes wurde festgehalten, dass er vor 1933 beim „Fest der 5000“ der KPD-nahen Internationalen Arbeiterhilfe mitgewirkt hatte. Nicht zu verwechseln ist Alexander Flessburg mit seinem Namensvetter, dem Militärmusiker Alexander Heinz Flessburg (als SS-Obersturmführer unter anderem Komponist des Marsches SA marschiert).
Alexander Flessburg verstarb 1942 kurz vor seinem 59. Geburtstag an Herz- und Kreislaufversagen im Berliner St. Hedwig-Krankenhaus. 

Von 1917 bis 1935 war er mit der jüdischen Sopranisten Frida Weber-Flessburg verheiratet, die von den Nationalsozialisten ermordet wurde. Die gemeinsame Tochter Ruth (* 1918 Berlin-Charlottenburg) konnte rechtzeitig in die Schweiz flüchten und kehrte 1946 in die Bundesrepublik zurück.

## Liedtexte (Auswahl)
- Ach Hedwig, süße Hedwig (Musik Eugen Darras)
- Auf’m Heuboden. Sportpalast-Walzer. Mit Pfiffen von Krücke alias Reinhold Habisch (Musik Siegfried Translateur)
- Denkst de denn, du Berliner Pflanze, Feuerwehr-Galopp, Marschpolka mit Rausschmeißer (Medley, basierend auf dem gleichnamigen Berliner Gassenhauer.  Musik Otto Kermbach)
- Heute Abend wird es noch nett, Foxtrot (Musik Harry Waens und Will Meisel)
- Komm mein Mädel und stoße mit mir mal an. Schunkelwalzer (Musik Otto Kermbach und Rudolf Nützlader)
- Mein Liebster muss Trompeter sein, Foxtrot (Musik Hans May)
- Nur du allein (Musik Julius Kochmann).

## Diskografie (Auswahl)
CD
- Schwule Lieder, Perlen der Kleinkunst, Schlagersammlung, unter anderem mit Alexander Flessburg Josef, Josef laß los, Carinco AG 2007
- Schlager im Spiegel der Zeit 1933, Schlagersammlung, unter anderem mit Alexander Flessburg Denkst de denn, du Berliner Pflanze, Bear Family Records 2010
- Berlin, Berlin, Berliner Gassenhauer 1912-1936, Schlagersammlung, u. a. mit Alexander Flessburg Das Tempelhoflied, Duophon Records

Schellackplatten
- Nimm diesen Strauß Vergißmeinnicht, Foxtrot, Artiphon (1928)
- Erika, brauchst du nicht einen Freund, Tango, Deutsche Grammophon (1930)
- Nimm mich mit Cherie, Foxtrot, BuScha-Elektro (1929)
- Lustige Seefahrt (Eine Seefahrt die ist lustig), Polka, Gloria (1935)
- Josef, Josef lass los, Foxtrot, Clausophon
- Das Tempelhoflied. Was hab'n wir für 'ne Feuerwehr bei uns in Tempelhof. Marschlied, Gloria
- Aus Victor Holländers Schlagermappe, Potpourri, I. und II. Teil. Zusammen mit Frida Weber-Flessburg, Grammophon

## Filmografie
- 1919: Maria Evere (Regie: Friedrich Zelnik) (Darsteller)
- 1929/30: Phantome des Glücks (Regie: Reinhold Schünzel) (Liedtexte)
- 1936: Weiberregiment (Regie: Karl Ritter)  (Liedtexte)